# Los tesoros de Barry
Los tesoros de Barry es una serie de televisión estadounidense de telerrealidad, emitida por A&E. La serie se estrenó el 18 de marzo de 2014, y está protagonizada por Barry Weiss en un spin-off de la serie de A&E ¿Quién da más?.
La serie se centra alrededor de Barry Weiss (anteriormente un destacado comprador de trasteros de ¿Quién da más?) mientras viaja alrededor de los Estados Unidos en busca de antigüedades raras y objetos de colección. El espectáculo también cuenta con algunos anteriores compinches de Weiss de ¿Quién da más? mientras lo acompañan en algunos de sus viajes para encontrar antigüedades y divertirse.